# Michalina Wawrzynek
Michalina Irena Wawrzynek z domu Piwowar (ur. 24 września 1931 w Tarnowskich Górach) – polska lekkoatletka, specjalistka biegów średnich, wielokrotna rekordzistka i mistrzyni Polski.

## Kariera
Startowała w biegu na 400 metrów i w biegu na 800 metrów, a także na rzadko rozgrywanym obecnie dystansie 500 metrów.
Ustanowiła dwanaście rekordów Polski: w biegu na 400 metrów wynikiem 58,2 (1955), siedmiokrotnie w biegu na 500 metrów (do rezultatu 1:15,5 w 1957) oraz w sztafetach 4 × 200 metrów (klubowej, 1:46,0 w 1956), 3 × 800 metrów (klubowej 7:26,6 i reprezentacyjnej 6:53,0, oba w 1956) i 10 × 100 metrów (reprezentacyjnej 2:09,5 w 1956).
Była mistrzynią Polski w biegu na 500 m w 1950 i 1951, na 400 metrów w 1952, 1953 i 1954 oraz w biegu przełajowym na krótkim dystansie w 1955 i 1956, a także w sztafecie 4 × 100 metrów i sztafecie 4 × 200 metrów w 1948. Zdobyła również wicemistrzostwo Polski w sztafecie 4 × 100 metrów w 1947, biegu przełajowym i biegu na 800 metrów w 1953 oraz w biegu na 400 metrów w 1956 i 1957. Była także brązową medalistką w trójboju i pięcioboju w 1949, w sztafecie 4 × 100 m w 1956 i w biegu przełajowym w 1958.
W latach 1965–1967 wystąpiła w czterech meczach reprezentacji Polski (pięć startów), odnosząc 1 zwycięstwo indywidualne.
Rekordy życiowe:
- bieg na 400 metrów – 57,8 (2 października 1966, Zabrze)
- bieg na 500 metrów – 1:15,5 (1957)
- bieg na 800 metrów – 2:15,4 (7 sierpnia 1960, Olsztyn)

Była zawodniczką Pogoni Katowice i Stali Katowice.